# Handball-Oberliga Sachsen 1996/97
Die Handball-Oberliga Sachsen 1996/97 wurde unter dem Dach des Handball-Verbandes Sachsen (HVS) organisiert. Sie war die höchste Spielklasse des Landesverbandes Sachsen und wurde hinter der Regionalliga als vierthöchste Spielklasse im deutschen Ligensystem eingestuft.

## Saisonverlauf
Die Oberliga Sachsen 1996/97 war die sechste Ausspielung der Handball-Oberligasaison. Meister wurde der HSV Dresden, der sich damit auch für die Regionalliga Süd 1997/98 qualifizierte. Sachsenmeister und Aufsteiger bei den Frauen war der SHV Oschatz.

### Modus
Es wurde eine Hin- und Rückrunde gespielt. Nach Abschluss der daraus resultierenden 26 Spieltage stieg der Sachsenmeister in die Regionalliga Süd auf, während die letzten drei Mannschaften in die Verbandsligen absteigen mussten. Der Modus war für Männer und Frauen gleich.

## Teilnehmer und Platzierungen
Nicht mehr dabei waren Auf- und Absteiger der Vorsaison. Neu hinzu kamen die Absteiger (A) aus der Regionalliga Süd und die Aufsteiger (N) aus der Verbandsligen. 

### Männer
 1. HSV Dresden (A)
- 2. ESV Lok Hoyerswerda
- 3. OSC Löbau
- 4. TuS SMB Chemnitz
- 5. HC Einheit Plauen
- 6. SV Hartha (N)
- 7. Zwönitzer HSV 1928
- 8. SV 04 Plauen-Oberlosa
- 9. EHV Aue II
- 10 HSV Glauchau
- 11 BSV Limbach-Oberfrohna (N)

 12. SV Lok Leipzig-Mitte

 13. ESV Lokomotive Dresden

 14. SSV Stahl Rietschen  (N)

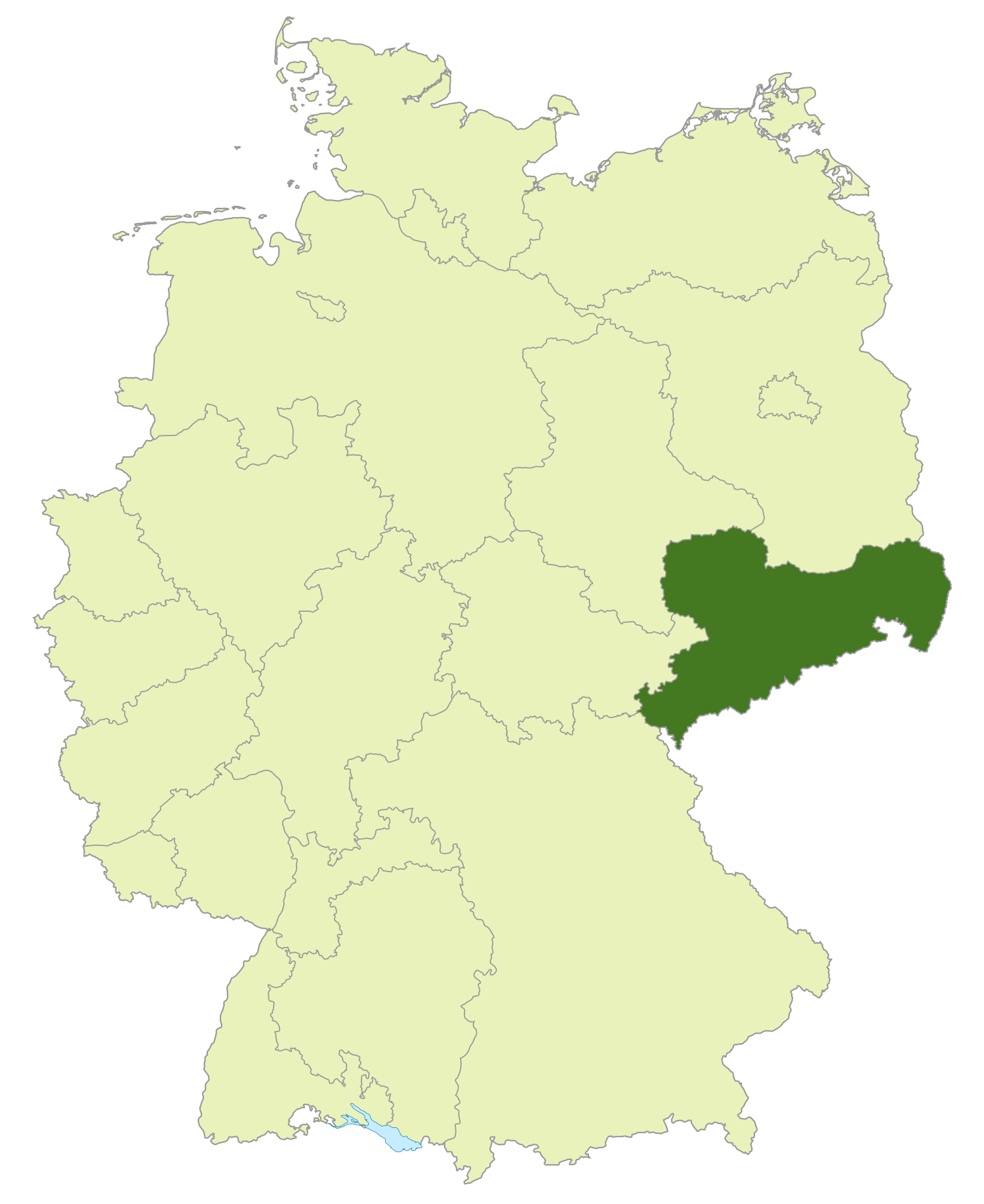
Bereich „Handball-Verband Sachsen“ (grün)

(A) = Absteiger aus der Regionalliga Süd (N) = neu in der Liga

 Sachsenmeister und Aufsteiger zur Regionalliga Süd 1997/98
- Für die Oberliga  1997/98 qualifiziert

 Absteiger in die Verbandsliga
- Das Team von TuS Spinnereimaschinenbau Chemnitz wechselt zum SSV Chemnitz-Rottluff

### Frauen
- Der SHV Oschatz wurde Sachsenmeister. SHV Oschatz und VfB Leipzig II haben sich für die Regionalliga Süd der Frauen qualifiziert.